# Holandia na Zimowych Igrzyskach Olimpijskich 2006
Holandię na Zimowych Igrzyskach Olimpijskich 2006 reprezentowało 33 zawodników. Był to osiemnasty start Holandii na zimowych igrzyskach olimpijskich.

## Wyniki reprezentantów Holandii

### Bobsleje
Kobiety
- Ilse Broeders, Jeanette Pennings

dwójka - DNS
- Eline Jurg, Kitty van Haperen

dwójka - 11. miejsce
Mężczyźni
- Arend Glas, Sybren Jansma

dwójka - 19. miejsce
- Arend Glas, Sybren Jansma, Arno Klaassen, Vincent Kortbeek

czwórka - 16. miejsce

### Łyżwiarstwo szybkie
Mężczyźni
- Jan Bos

500m - 11. miejsce
1 000m - 5. miejsce
1 500m - 20. miejsce
- Bob de Jong

5 000m - 6. miejsce
10 000m - 
- Stefan Groothuis

1 000m - 8. miejsce
- Sven Kramer

1 500m - 15. miejsce
5 000m - 
10 000m - 7. miejsce
- Simon Kuipers

500m - 23. miejsce
1 500m - 4. miejsce
- Beorn Nijenhuis

500m - 35. miejsce
1 000m - 12. miejsce
- Carl Verheijen

5 000m - 4. miejsce
10 000m - 
- Erben Wennemars

500m - 16. miejsce
1 000m - 
1 500m - 5. miejsce
- Sven Kramer, Rintje Ritsma, Mark Tuitert, Carl Verheijen, Erben Wennemars

bieg drużynowy - 
Kobiety
- Barbara De Loor

1 000m - 6. miejsce
- Annette Gerritsen

500m - 12. miejsce
1 000m - 23. miejsce
- Renate Groenewold

1 500m - 9. miejsce
3 000m - 
5 000m - 9. miejsce
- Carien Kleibeuker

5 000m - 10. miejsce
- Moniek Kleinsman

3 000m - 17. miejsce
- Marianne Timmer

500m - DSQ
1 000m - 
1 500m - 14. miejsce
- Paulien van Deutekom

500m - 13. miejsce
- Sanne van der Star

1 500m - 14. miejsce
- Ireen Wüst

1 000m - 4. miejsce
1 500m - 
3 000m - 
- Paulien van Deutekom, Renate Groenewold, Moniek Kleinsman, Gretha Smit, Ireen Wüst

bieg drużynowy - 6. miejsce

### Short track
Mężczyźni
- Cees Juffermans

500m - 11. miejsce
1 500m - 16. miejsce
- Niels Kerstholt

1 000m - DSQ
1 500m - 10. miejsce
Kobiety
- Liesbeth Mau Asam

500m - 15. miejsce
1 000m - 10. miejsce
1 500m - 14. miejsce

### Snowboard
Kobiety
- Cheryl Maas

halfpipe - 11. miejsce
- Nicolien Sauerbreij

slalom gigant - 12. miejsce